# Balesmes-sur-Marne
Balesmes-sur-Marne är en kommun i departementet Haute-Marne i regionen Grand Est (tidigare regionen Champagne-Ardenne) i nordöstra Frankrike. Kommunen ligger i kantonen Langres som tillhör arrondissementet Langres. År 2018 hade Balesmes-sur-Marne 237 invånare.

## Befolkningsutveckling
Antalet invånare i kommunen Balesmes-sur-Marne
| Referens: INSEE |